# Saison 3 de Scorpion
Chronologie
Saison 2 Saison 4
Cet article présente le guide des épisodes de la troisième saison de la série télévisée américaine Scorpion.

## Généralités
- Aux États-Unis, la saison a été diffusée du 3 octobre 2016 au 15 mai 2017 sur le réseau CBS.
- Au Canada, la saison a été diffusée en simultané sur le réseau Citytv.

## Distribution

### Acteurs principaux
- Elyes Gabel (VF : Damien Ferrette) : Walter O'Brien
- Katharine McPhee (VF : Adeline Moreau) : Paige Dineen
- Robert Patrick (VF : Michel Vigné) : Agent Cabe Gallo
- Eddie Kaye Thomas (VF : Emmanuel Curtil) : Toby Curtis
- Jadyn Wong (VF : Julie Turin) : Happy Quinn
- Ari Stidham (VF : Charles Pestel) : Sylvester Dodd
- Riley B. Smith : Ralph, fils de Paige

### Acteurs récurrents et invités
- Scott Porter (VF : Alexandre Gillet) : Tim Armstrong (épisodes 1 à 4 et épisodes 7 à 11)
- Reiko Aylesworth : Allie Jones[1] (épisodes 9, 12, 15, 17, 18 et 21)
- Lea Thompson : Veronica Dineen, mère de Paige[2] (épisodes 9 et 10, 13 et 14)
- Rockmond Dunbar : Scotty (épisodes 23 à 25)

## Épisodes

### Épisode 1:La guerre est déclarée (1/2)
- États-Unis /  Canada : 3 octobre 2016 sur CBS[3] / Citytv
- Suisse : 26 février 2017 sur RTS Un[4]
- France : 2 mars 2017 sur M6[5]
- Belgique : 18 avril 2017 sur RTL-TVI[6]
- Québec : 18 septembre 2017 sur V[7]

- États-Unis : 8,30 millions de téléspectateurs[8] (première diffusion)
- Canada : 1,047 million de téléspectateurs[9] (première diffusion + différé 7 jours)
- France : 2,77 millions de téléspectateurs

- Scott Porter (Tim Armstrong)
- Michael McGrady (Amiral Pace)
- Max Gail (Bruce)
- Kenneth James Morgan (Pilote)
- Spencer Grammer (Pilote Woodrow)
- Juan Antonio (Pilote Morales)
- Paul Duke (Stingo)
- Edgar Pevsner (Dealer)

### Épisode 2:La guerre est déclarée (2/2)
- États-Unis /  Canada : 3 octobre 2016 sur CBS / Citytv
- Suisse : 26 février 2017 sur RTS Un
- France : 2 mars 2017 sur M6
- Belgique : 18 avril 2017 sur RTL-TVI

- États-Unis : 8,30 millions de téléspectateurs[8] (première diffusion)
- Canada : 1,047 million de téléspectateurs[9] (première diffusion + différé 7 jours)
- France : 2,77 millions de téléspectateurs

- Scott Porter (Tim Armstrong)
- Max Gail (Bruce)
- Paul Duke (Stingo)
- Henri Lubatti (Skunk)
- Clint Jung (Chunwe)
- Janet Roth (Dealer)
- Asante Jones (Capitaine Conniff)
- Troy Caylak (Homme au virage)
- Gerald Downey (Capitaine Braden)
- Nikita Bogolyubov (Enfant)
- Deborah Strang (Maman)
- Julien Ari (Hacker)

### Épisode 3:Perdu dans l'espace
- États-Unis /  Canada : 10 octobre 2016 sur CBS / Citytv
- Suisse : 5 mars 2017 sur RTS Un
- France : 9 mars 2017 sur M6
- Belgique : 25 avril 2017 sur RTL-TVI

- États-Unis : 7,05 millions de téléspectateurs[10] (première diffusion)
- France : 2,68 millions de téléspectateurs

- Scott Porter (Tim Armstrong)
- Andy Buckley (Elia)
- Jake Renner (Consul)
- Christopher Showerman (Capitaine)
- Rasha Goel (Reporter)

### Épisode 4:Des enfants pas comme les autres
- États-Unis /  Canada : 17 octobre 2016 sur CBS / Citytv
- Suisse : 5 mars 2017 sur RTS Un
- France : 9 mars 2017 sur M6
- Belgique : 25 avril 2017 sur RTL-TVI

- États-Unis : 7,17 millions de téléspectateurs[11] (première diffusion)
- France : 2,36 millions de téléspectateurs

- Joshua Leonard (Mark Collins)
- Scott Porter (Tim Armstrong)
- Marcus Eckert (Daniel)
- Lisa Brenner (Jill)
- Michael Graziadei (Ronen)
- Matt Jayson (Lars)
- Cyrus DeBoo (Professeur)
- James Wong (Garde du musée)
- Eric Frentzel (Calvin)
- Markell Andrew (Diaz)
- Michael Graham (Chef de la sécurité)

### Épisode 5:Une nuit au musée
Pour le film, voir La Nuit au musée.
- États-Unis /  Canada : 24 octobre 2016 sur CBS / Citytv
- Suisse : 12 mars 2017 sur RTS Un
- France : 16 mars 2017 sur M6
- Belgique : 2 mai 2017 sur RTL-TVI

- États-Unis : 7,03 millions de téléspectateurs[12] (première diffusion)
- France : 2,55 millions de téléspectateurs

- Siobhan Fallon Hogan (Joyce Linehan)
- Gonzalo Menendez (Peralta)
- Victor Manso (Pablo)
- Ken Colquitt (Juge de paix)
- Annie Little (Conservatrice Stafford)
- Curtis Nelson II (Agent Eiderdex)

### Épisode 6:Chauve qui peut!
- États-Unis /  Canada : 31 octobre 2016 sur CBS / Citytv
- Suisse : 12 mars 2017 sur RTS Un
- France : 16 mars 2017 sur M6
- Belgique : 2 mai 2017 sur RTL-TVI

- États-Unis : 6,51 millions de téléspectateurs[13] (première diffusion)
- France : 2,10 millions de téléspectateurs

- Siobhan Fallon Hogan (Joyce Linehan)
- Jay Ali (Bryce)
- Teisa Sekona (Jody)

### Épisode 7:Votez scorpion!
- États-Unis /  Canada : 7 novembre 2016 sur CBS / Citytv
- Suisse : 19 mars 2017 sur RTS Un
- France : 23 mars 2017 sur M6
- Belgique : 9 mai 2017 sur RTL-TVI

- États-Unis : 6,92 millions de téléspectateurs[14] (première diffusion)
- France : 2,73 millions de téléspectateurs

- Scott Porter (Tim Armstrong)
- Siobhan Fallon Hogan (Joyce Linehan)
- Todd Williams (Agent Backheim)
- Graham Shiels (Agent Hart)
- Loren Lester (Agent Govelli)
- Ping Wu (Ambassadeur Chinois)
- Lisa Kaminir (Hampton)
- Lovlee Carroll (Sandy)
- Eddie Mujica (Producteur)
- Jim O'Brien (Terry Hines)
- Catherine Dyer (en) (Sophia Vasquez)
- John Hartman (Glenn)
- June Mock (Agent du Secret Service #1)
- Hymnson Chan (Technicien chinois)
- Erica Shaffer (Reporter)
- Wayne Alon Scott (Traiteur)

### Épisode 8:Une balade irlandaise
- États-Unis /  Canada : 14 novembre 2016 sur CBS / Citytv
- Suisse : 19 mars 2017 sur RTS Un
- France : 23 mars 2017 sur M6
- Belgique : 9 mai 2017 sur RTL-TVI

- États-Unis : 7,22 millions de téléspectateurs[15] (première diffusion)
- France : 2,38 millions de téléspectateurs

- Scott Porter (Tim Armstrong)
- Glenn Keogh (Sean O'Brien)
- Pamela Shafer (Louise O'Brien)
- John Aylward (Oncle Tobin)
- Russell Simpson (Thomas)
- Jay Paulson (Connor)
- Eamon Hunt (Prêtre)

### Épisode 9:Le Dossier Veronica
- États-Unis /  Canada : 21 novembre 2016 sur CBS / Citytv
- Suisse : 26 mars 2017 sur RTS Un
- France : 30 mars 2017 sur M6
- Belgique : 16 mai 2017 sur RTL-TVI

- États-Unis : 7,03 millions de téléspectateurs[16] (première diffusion)
- Canada : 1,145 million de téléspectateurs[17] (première diffusion + différé 7 jours)
- France : 2,65 millions de téléspectateurs

- Scott Porter (Tim Armstrong)
- Lea Thompson (Veronica)
- Amir Korangy (Dr Patel)
- Reiko Aylesworth (Allie)
- Dan Dratch (Dyfrost)
- John Hartman (Kaldor/Glenn)

### Épisode 10:Le Seigneur des marais
- États-Unis /  Canada : 12 décembre 2016 sur CBS / Citytv
- Suisse : 26 mars 2017 sur RTS Un
- France : 30 mars 2017 sur M6
- Belgique : 16 mai 2017 sur RTL-TVI

- États-Unis : 6,98 millions de téléspectateurs[18] (première diffusion)
- Canada : 1,088 million de téléspectateurs[19] (première diffusion + différé 7 jours)
- France : 2,65 millions de téléspectateurs

Lea Thompson (Veronica)
Scott Porter (Tim Armstrong)

### Épisode 11:Un Noël presque parfait
- États-Unis /  Canada : 19 décembre 2016 sur CBS / Citytv
- Suisse : 2 avril 2017 sur RTS Un
- France : 6 avril 2017 sur M6
- Belgique : 23 mai 2017 sur RTL-TVI

- États-Unis : 7,53 millions de téléspectateurs[20] (première diffusion)
- Canada : 1,025 million de téléspectateurs[21] (première diffusion + différé 7 jours)
- France : 2,84 millions de téléspectateurs

- Scott Porter (Tim Armstrong)
- Matthew Alan (Sam)
- Kevin Gage (Maddox)
- Leo Oliva (Davis)
- Jim Palmer (Williams)
- Angelo Perez (Gars)

### Épisode 12:Le Cabe de glace
- États-Unis /  Canada : 2 janvier 2017 sur CBS / Citytv
- Suisse : 2 avril 2017 sur RTS Un
- France : 6 avril 2017 sur M6
- Belgique : 23 mai 2017 sur RTL-TVI

- États-Unis : 7,37 millions de téléspectateurs[22] (première diffusion)
- Canada : 1,12 million de téléspectateurs[23] (première diffusion + différé 7 jours)
- France : 2,54 millions de téléspectateurs

- Reiko Aylesworth (Allie)
- J. Anthony Pena (Garde)
- Lisa Catara (Urgentiste)

### Épisode 13:Fausse monnaie, vrais problèmes
- États-Unis /  Canada : 16 janvier 2017 sur CBS / Citytv
- Suisse : 9 avril 2017 sur RTS Un
- France : 13 avril 2017 sur M6
- Belgique : 30 mai 2017 sur RTL-TVI

- États-Unis : 7,81 millions de téléspectateurs[24] (première diffusion)
- Canada : 1,129 million de téléspectateurs[25] (première diffusion + différé 7 jours)
- France : 2,59 millions de téléspectateurs

- Lea Thompson (Veronica)
- Patricia De Leon (Lucinda)
- Danny Vasquez (Luiz)
- Lucas Davis (Martin)
- Bob Golub (Barman)
- Samantha Sonnett (Paige jeune)
- Erin Barnes (Joanne)
- Lesaudra Gibson (Propriétaire)
- Hugh Aodh O'Brien (Cycliste)

### Épisode 14:Les Bouche-trous
- États-Unis /  Canada : 23 janvier 2017 sur CBS / Citytv
- Suisse : 9 avril 2017 sur RTS Un
- France : 13 avril 2017 sur M6
- Belgique : 30 mai 2017 sur RTL-TVI

- États-Unis : 7,77 millions de téléspectateurs[26] (première diffusion)
- Canada : 1,015 million de téléspectateurs[27] (première diffusion + différé 7 jours)
- France : 2,50 millions de téléspectateurs

- Lea Thompson (Veronica)
- Michael Beach (Chef)
- Derek Phillips (Sandhog Frank)
- Dean Cudworth (Contremaître)
- Ted Maritz (Sandhog Joe)
- Meiyee Apple Tam (Reporter)
- Daniel Kaemon (Homme)

### Épisode 15:Un geek à la mer
- États-Unis /  Canada : 6 février 2017 sur CBS / Citytv
- Suisse : 16 avril 2017 sur RTS Un
- France : 20 avril 2017 sur M6
- Belgique : 6 juin 2017 sur RTL-TVI

- États-Unis : 7,76 millions de téléspectateurs[28] (première diffusion)
- Canada : 1,227 million de téléspectateurs[29] (première diffusion + différé 7 jours)
- France : 2,74 millions de téléspectateurs

- Reiko Aylesworth (Allie)
- Tiffany Dupont (Joan)
- Nikki Castillo (Patty)
- Anna Arden (Anika)
- Martin Harris (Bernhard)

### Épisode 16:Que le meilleur gagne
- États-Unis /  Canada : 13 février 2017 sur CBS / Citytv
- Suisse : 16 avril 2017 sur RTS Un
- France : 20 avril 2017 sur M6
- Belgique : 6 juin 2017 sur RTL-TVI

- États-Unis : 7,24 millions de téléspectateurs[30] (première diffusion)
- Canada : 1,054 million de téléspectateurs[31] (première diffusion + différé 7 jours)
- France : 2,73 millions de téléspectateurs

- Jamie McShane (Patrick Quinn)
- Brian Guest (Agent Markman)
- Mariah Bonner (Natalya Abelev)
- Roel Navarro (Présentateur #1)
- Jared Wernick (Chester Perozzi)
- Natalia Gorelova (Technicien)
- Vladimir Orlov (Policier)
- Sarah Ripard (Officiel)
- Paul K. Daniel (Adversaire de Walter)

### Épisode 17:Very Bad Flip
- États-Unis /  Canada : 20 février 2017 sur CBS / Citytv
- Suisse : 23 avril 2017 sur RTS Un
- France : 27 avril 2017 sur M6
- Belgique : 13 juin 2017 sur RTL-TVI

- États-Unis : 7,19 millions de téléspectateurs[32] (première diffusion)
- Canada : 1,096 million de téléspectateurs[33] (première diffusion + différé 7 jours)
- France : 2,76 millions de téléspectateurs

- Reiko Aylesworth (Allie)
- Amir Korangy (Patel)
- Kevin Weisman (Ray)
- Serena Scott Thomas (Ms. Weldy)
- Ata-Han Erentok (Toby jeune)
- Braxton Herda (Bucky)
- Karolin Luna (Moderateur)
- Riley Go (Happy jeune)
- Dominique Sharpe (Femme)

### Épisode 18:Dans sa bulle
- États-Unis /  Canada : 27 février 2017 sur CBS / Citytv
- Suisse : 23 avril 2017 sur RTS Un
- France : 27 avril 2017 sur M6
- Belgique : 13 juin 2017 sur RTL-TVI

- États-Unis : 6,88 millions de téléspectateurs[34] (première diffusion)
- Canada : 995 000 téléspectateurs[35] (première diffusion + différé 7 jours)
- France : 2,70 millions de téléspectateurs

- Reiko Aylesworth (Allie)
- Amir Korangy (Patel)
- Mary Mouser (Ada)
- Brian McNamara (David)
- Efrain Figueroa (Chef des pompiers)
- Cullen Chambers (Cousin Buzzy)

### Épisode 19:Malin comme un singe
- États-Unis /  Canada : 13 mars 2017 sur CBS / Citytv
- Suisse : 30 avril 2017 sur RTS Un
- Belgique : 20 juin 2017 sur RTL-TVI
- France : 7 septembre 2017 sur M6

- États-Unis : 6,61 millions de téléspectateurs[36] (première diffusion)
- Canada : 968 000 téléspectateurs[37] (première diffusion + différé 7 jours)
- France : 2,13 millions de téléspectateurs

- Penn Jillette (Dr Cecil Rizzuto)
- Patrick Davis (Thiago)
- Rebeka Montoya (Dr Silva)

### Épisode 20:Deux filles dans le vent
- États-Unis /  Canada : 20 mars 2017 sur CBS / Citytv
- Suisse : 30 avril 2017 sur RTS Un
- Belgique : 20 juin 2017 sur RTL-TVI
- France : 7 septembre 2017 sur M6

- États-Unis : 6,46 millions de téléspectateurs[38] (première diffusion)
- France : 1,75 million de téléspectateurs

- Dan Dratch (Dyfrost)
- John Hartman (Kaldor)
- Phil Miler (Gary)
- Steven W. Bailey (Ernie)
- Nahesi Crawford (Urgentiste)

### Épisode 21:Le Corps céleste
- États-Unis /  Canada : 10 avril 2017 sur CBS / Citytv
- Belgique : 27 juin 2017 sur RTL-TVI
- Suisse : 10 septembre 2017 sur RTS Un
- France : 14 septembre 2017 sur M6

- États-Unis : 6,4 millions de téléspectateurs[39] (première diffusion)
- France : 2,16 millions de téléspectateurs

- Reiko Aylesworth (Allie)
- Christopher Heyerdahl (Président Korsovich)
- Carlo Rota (Général Savic)
- Johann Urb (Eerik)
- Ruby Mercado (Manager)
- Pamela Mitchell (Scientifique #1)
- Justin Gilbert (Soldat #1)
- Tomek Kosalka (Soldat #2)

### Épisode 22:En avant Mars!
- États-Unis /  Canada : 17 avril 2017 sur CBS / Citytv
- Belgique : 27 juin 2017 sur RTL-TVI
- Suisse : 10 septembre 2017 sur RTS Un
- France : 14 septembre 2017 sur M6

- États-Unis : 6,59 millions de téléspectateurs[40] (première diffusion)
- Canada : 948 000 téléspectateurs[41] (première diffusion + différé 7 jours)
- France : 1,86 million de téléspectateurs

- Elizabeth Hower (Jen)
- Benjamin Burdick (Sal)
- Patrick Fischler (Kapper)
- Guilford Adams (Abra-Cadabricus)

### Épisode 23:Le Plus Beau Jour de leur vie
- États-Unis /  Canada : 1er mai 2017 sur CBS / Citytv
- Belgique : 4 juillet 2017 sur RTL-TVI
- Suisse : 10 septembre 2017 sur RTS Un
- France : 21 septembre 2017 sur M6

- États-Unis : 7,11 millions de téléspectateurs[42] (première diffusion)
- France : 2,33 millions de téléspectateurs

- Kevin Weisman (Ray)
- Lindsay Pulsipher (Michelle)
- Tony Forsmark (Chef)
- Rockmond Dunbar (Scotty)

La phrase dite par Paige vers la fin de l'épisode :"quelque chose de vieux, de neuf, d'emprunté et de bleu" peut faire référence à une phrase prononcée par Amy Pond dans la série Doctor Who lorsqu'elle décrit le TARDIS à son mariage à la fin de l'épisode la Pandorica partie 2.

### Épisode 24:Les Naufragés1repartie
- États-Unis /  Canada : 8 mai 2017 sur CBS / Citytv
- Belgique : 4 juillet 2017 sur RTL-TVI
- Suisse : 17 septembre 2017 sur RTS Un
- France : 28 septembre 2017 sur M6

- États-Unis : 7,52 millions de téléspectateurs[43] (première diffusion)
- Canada : 1,097 million de téléspectateurs[44] (première diffusion + différé 7 jours)
- France : 2,52 millions de téléspectateurs

Rockmond Dunbar (Scotty)

### Épisode 25:Les Naufragés2epartie
- États-Unis /  Canada : 15 mai 2017 sur CBS / Citytv
- Belgique : 4 juillet 2017 sur RTL-TVI
- Suisse : 17 septembre 2017 sur RTS Un
- France : 28 septembre 2017 sur M6

- États-Unis : 7,89 millions de téléspectateurs[45] (première diffusion)
- Canada : 984 000 téléspectateurs[46] (première diffusion + différé 7 jours)
- France : 2,50 millions de téléspectateurs

- Rockmond Dunbar (Scotty)